# Сергеева, Наталья
Ната́лья Серге́ева (фр. Nathalie Sergueiew, известна также под именем Лили́  — Lily, 1912—1950) — двойной агент Абвера и MI5, участница операции Fortitude.

## Жизнь и разведка
Родилась в Санкт-Петербурге 24 января 1912 года, племянница генерала Евгения Миллера. После Октябрьской революции её родители эмигрировали вместе с ней во Францию. Сергеева получила образование в Париже, выучила французский, английский и немецкий языки, затем работала журналисткой, в том числе брала интервью у Германа Геринга.
Будучи юной, прошла пешком через всю Европу и написала книгу «Моё путешествие (Париж — Варшава)» (фр. Mon voyage à pied (Paris-Varsovie)), первое известное издание которой датируется 1946 годом.
В 1938 году в одиночку доехала на велосипеде от Парижа до Алеппо.
Во время Второй мировой войны, находясь в оккупированной немцами Франции, Сергеева согласилась стать агентом Абвера и в 1943 году была послана в Испанию для дальнейшего проникновения в Великобританию с целью шпионажа.
В Мадриде, явившись в британское консульство за визой, рассказала о полученном от Абвера задании и выразила желание работать на стороне Великобритании для победы в войне. При этом Сергеева попросила, чтобы её любимый фокстерьер Бабс попал на остров, минуя — в виде исключения — обязательный полугодовой карантин для домашних животных.
Британские представители приняли предложение Сергеевой, пообещали выполнить её условие про собаку, и Наталья-Лили стала по заданию контрразведки MI5 участвовать в радиоигре, передавая Абверу дезинформацию. Кодовое обозначение Сергеевой у британцев было «Сокровище» (англ. Treasure).
Однако британцам не удалось нарушить строгий закон, и Бабс, застрявший в обязательном карантине для собак, заболел и умер. Сергеева проговорилась, что в отместку отправит сигнал тайным кодом, полученным от Абвера, для сообщения о работе под вражеским контролем. Этот код британцам был неизвестен. Сергеева была отстранена от радиоигры и помещена под надзор, но сумела сообщить британцам тайный код, и дезинформация немцам продолжала отправляться от её имени без указаний на посторонний контроль.
В конце 1944 года Сергеева вернулась в освобождённую Францию, затем переехала в США, где умерла от заболевания почек. Она написала на французском языке мемуары «Одна против Абвера» (фр. Seule face à l'„Abwehr“), которые впервые были опубликованы в Париже через 16 лет после её смерти, а затем переведены на английский и изданы в Лондоне в 1968 году.